# Egbert Baqué

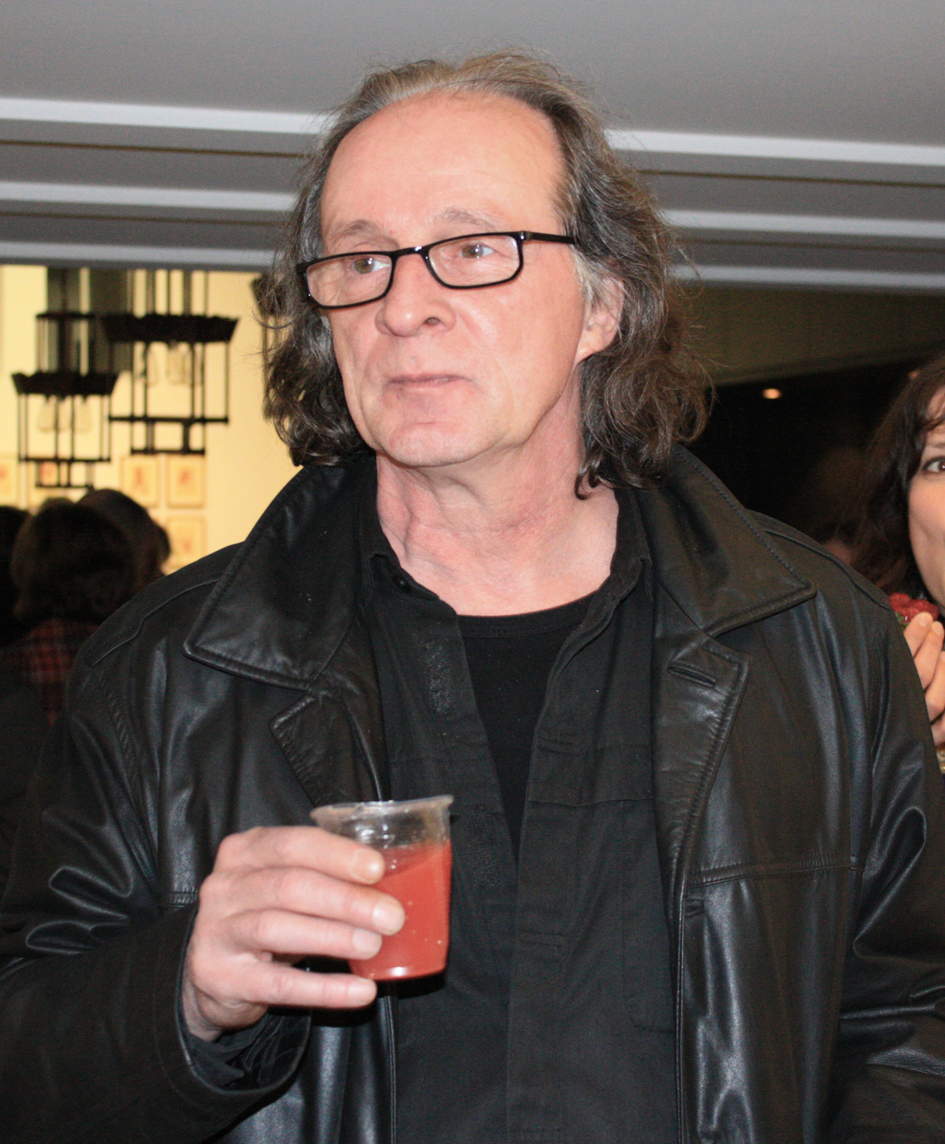
Egbert Baqué (2009)

Egbert Baqué (* 1952 in Saarbrücken) ist ein deutscher Galerist, Autor und Übersetzer.

## Leben
Egbert Baqué wuchs in Saarbrücken und später in Berlin auf, wo er Sinologie studierte. Er arbeitete bis Anfang der 1990er-Jahre als freier Autor, Übersetzer und Kurator und war als Projektleiter im Rahmen des internationalen Kulturaustauschs verantwortlich für Museums-Ausstellungen.
1991 gründete er in Berlin seine erste Galerie. Von 1997 bis 2005 war er als Korrespondent einer Pariser Galerie tätig und bereitete in dieser Eigenschaft Ausstellungen mit Künstlern wie Georg Baselitz, Markus Lüpertz, Helmut Middendorf, Norbert Bisky oder Markus Oehlen vor. Seit 2001 ist er als Übersetzer aktiv und übertrug Bücher und Katalogbeiträge u. a. zu Pablo Picasso, Henri Matisse, Gustave Courbet, Matthias Grünewald, Velázquez, Yves Klein, Bettina Rheims, Mario Testino, Jannis Kounellis, John Chamberlain und Louise Bourgeois, aber auch zu Film-Themen wie Jean Renoir, zum japanischen und indischen Kino oder zum Film Noir.

## Egbert Baqué Contemporary Art Berlin
Im Herbst 2005 gründete er in Berlin seine zweite Galerie, die vor allem Malerei, Zeichnung und Photographie zeigt.
Künstler der Galerie sind Abetz & Drescher, Wiebke Bartsch, Selket Chlupka, Winston Chmielinski, Claus Feldmann, Neal Fox, Giuseppe Gonella, Bettina van Haaren, Yago Hortal, Ivar Kaasik, LawickMüller, Volker Lehnert, Wolfgang Neumann, Tim Plamper, Fernando M. Romero, Joachim Seinfeld, Snapple und Franziska Strauss.
Crossover-Projekte, die bildende Kunst mit anderen Kunstformen wie Rockmusik, Film oder Literatur verbinden, gehören zu den Schwerpunkten des Galerieprogramms. So wurden in den letzten Jahren Ausstellungen zu Bob Dylan, David Bowie, Pussy Riot, Lou Reed und Aras Ören präsentiert. Die Zeitschrift KULTURforum nannte Egbert Baqué den „Rock´n´Roller unter den Berliner Galeristen“.

## Schriften
- Strandbeest. Die Traummaschinen von Theo Jansen von Lena Herzog, Theo Jansen, Lawrence Weschler. Aus dem Englischen von Egbert Baqué. TASCHEN, Köln 2014, ISBN 978-3-8365-4849-6
- The Archive for Research in Archetypal Symbolism. Das Buch der Symbole. Aus dem Englischen von Egbert Baqué. TASCHEN, Köln 2011, ISBN 978-3-8365-2572-5
- Arschlöcher kommen immer zuerst von Tucker Max. Aus dem Englischen von Egbert Baqué. riva Verlag, München 2011, ISBN 978-3-86883-124-5
- Von ganz unten zum King of Fashion von Christian Audigier. Aus dem Französischen von Egbert Baqué. riva Verlag, München 2010, ISBN 978-3-86883-051-4
- Der Junge, der Picasso biss von Antony Penrose. Aus dem Englischen von Egbert Baqué. Knesebeck Verlag, München 2010, ISBN 978-3-86873-260-3
- Kate Moss by Mario Testino. Deutsche Textfassung aus dem Englischen von Egbert Baqué. TASCHEN, Köln 2010, ISBN 978-3-8365-2506-0
- Im Secret Service. von Ronald Kessler. Aus dem Englischen von Egbert Baqué. riva Verlag, München 2010, ISBN 978-3-86883-058-3
- Henri Matisse – Cut outs. Zeichnen mit der Schere von Gilles Néret / Xavier-Gilles Néret. Aus dem Französischen von Egbert Baqué. TASCHEN, Köln 2009, ISBN 978-3-8228-5196-8
- Japanese Cinema von Stuart Galbraith IV. / Paul Duncan (Hg.) Aus dem Englischen von Egbert Baqué. TASCHEN, Köln 2009, ISBN 978-3-8228-3157-1
- Egbert Baqué (Editor): “China”. Hamburg, 1987. New Edition 2008, ISBN 978-3-922294-96-2
- The New Erotic Photography von Dian Hanson / Eric Kroll. Deutsche Textfassung aus dem Englischen von Egbert Baqué, TASCHEN, Köln 2007, ISBN 978-3-8228-4924-8
- CINEMA NOW von Andrew Bailey. Deutsche Textfassung aus dem Englischen von Egbert Baqué. TASCHEN, Köln 2007, ISBN 978-3-8228-5636-9
- Jean Renoir von Christopher Faulkner. Aus dem Englischen von Egbert Baqué, TASCHEN, Köln 2007, ISBN 978-3-8228-3094-9
- Gustave Courbet von Fabrice Masanès. Aus dem Französischen von Egbert Baqué. TASCHEN, Köln 2006, ISBN 978-3-8228-5680-2
- Egbert Baqué (Editor): “Paris”. Hamburg, 1988, ISBN 3-89234-046-3

## Publikationen der Galerie
- A Tribute to David Bowie. HAUPTSTRASSE. The Berlin Years 1976 – 1978. Berlin, 2013, ISBN 978-3-00-042031-3
- Franziska Strauss. I killed my dinner with karate. Berlin, 2013, ISBN 978-3-00-042288-1
- Tim Plamper • Kevin Kuhn • Nell May. Das Können weicht dem Fleisch. Berlin, 2014, ISBN 978-3-00-044703-7
- Wolfgang Neumann. FLASHLIGHT BLACKOUT. Berlin, 2014, ISBN 978-3-9813728-9-2
- Claus Feldmann. Works 2005 – 2014. Berlin, 2014, ISBN 978-3-00-046287-0
- F.C. Delius, Peter Schneider, Jürgen Theobaldy: Ceci n'est pas une Festschrift – Aras Ören zum 75. Geburtstag. Mit Bildern von Wolfgang Neumann. Berlin, 2014, ISBN 978-3-00-047751-5

## Belege
1. ↑  Egbert Baqué Contemporary Art (Memento des Originals vom 2. Februar 2011 im Internet Archive)  Info: Der Archivlink wurde automatisch eingesetzt und noch nicht geprüft. Bitte prüfe Original- und Archivlink gemäß Anleitung und entferne dann diesen Hinweis.
2. ↑  KULTURforum. Das Kulturmagazin, 3. Jahrgang | Ausgabe 5 - Frühjahr | Sommer 2014, S. 31.

| Personendaten    | Personendaten                         |
| ---------------- | ------------------------------------- |
| NAME             | Baqué, Egbert                         |
| KURZBESCHREIBUNG | deutscher Galerist, Autor, Übersetzer |
| GEBURTSDATUM     | 1952                                  |
| GEBURTSORT       | Saarbrücken                           |